# 브레라의 성모자상
브레라의 성모자상 (Brera Madonna, 브레라 마돈나) 또는 브레라 제단화 (Pala di Brera)는 이탈리아 르네상스의 거장 피에로 델라 프란체스카가 1472년~1474년경에 그린 회화 작품이다. 나폴레옹 시대에 이르러 밀라노의 브레라 미술관으로 이전하였으며 지금까지 소장되어 있다.
우르비노 공작 페데리코 3세 다 몬테펠트로가 아들 구이도발도의 탄생을 기념하기 위해 의뢰한 작품으로, 성모자와 그 주변에 성인들이 서 있는 '거룩한 대화' (sacra conversazione)의 구성을 띄고 있다. 일각에서는 마렘마 지방의 여러 성을 정복한 것을 기념하기 위한 작품으로 해석되기도 한다.

## 제작시기
1472년~1474년경에 제작된 그림으로 추정되는데, 그 근거는 1474년 피에로 델라 프란체스카가 가터 훈장을 수훈하여 그림에 그려넣기 시작한 데 반해, 이 그림에서는 보이지 않기 때문이다. 한동안 잊혀졌던 이 그림은 19세기 말 브레라 미술관에서 재발견되었는데, 당시 바니시가 칙칙하게 변하는 바람에 훼손된 상태였고, 아직까지 피에로가 템페라 기법을 사용했다는 사실이 밝혀지지 않았으므로 프라 카르나발레의 작품으로 여겨지기도 했다.
작품의 기원에 대해서 1472년에 태어난 페데리코의 아들 구이도발도의 탄생을 축하하기 위해 제작되었다는 설이 있다. 이 설에 따르면 아기 예수는 구이도발도를 상징하고, 성모 마리아는 같은 해에 사망하여 산베르나르디노에 묻힌 페데리코의 아내 바티스타 스포르차를 투영한 작품으로 해석된다.

## 상세
작품 자체는 성모자상 중에서도 거룩한 대화를 표현한 작품으로서, 가운데 왕좌에 성모 마리아가 앉아 잠자는 아기 예수를 데리고 있고, 그 주변에는 수많은 천사와 성인이 둘러싸고 있다.오른쪽 낮은 구석에는 무릎을 꿇고 갑옷을 입은 예술의 수호성인이자 콘도티에로(용병대장)였던 페데리코 다 몬테펠트로 공작이 있다. 페데리코에게 갑옷을 입힌 것은 지난 세기의 다른 헌정작에서는 볼 수 없었던 표현으로, 갑옷을 입음으로써 군사적 능력과 신앙심 수호에 헌신하는 마음을 상징하였다. 그러나 거룩한 존재 앞에서 갑옷을 입고 나타나는 모습은 새로운 개념에 해당된다. 뒷배경의 벽은 교회의 후진을 표현한 것으로 르네상스 고전 양식으로 되어 있으며, 뒤쪽 아치형 천장의 깊이를 체감할 수 있을 정도로 원근법이 세심하게 적용되어 있다. 중앙에는 후진의 천장부가 아래로 뻗어내려오는 가운데 알 하나가 실로 매달려 있는데, 이는 마리아의 다산성과 재생, 불멸의 약속을 상징한다.
아기 예수는 짙은 붉은색 산호 구슬로 만든 목걸이를 착용하고 있는데, 붉은색은 피를 암시한다. 피는 생명과 죽음을 상징하지만, 예수 그리스도가 가져온 구원을 의미하기도 한다. 여기에 중세 유럽에서 산호는 악령을 쫓는 부적으로서 아기의 젖니가 날 때 물리거나 장신구로 씌우기도 하였다. 성모 마리아의 좌측에 서 있는 성인들은 순서대로 세례자 요한, 시에나의 베르나르디노 (본 작품 헌정자), 히에로니무스라는 것이 정설이다. 우측에는 프란치스코, 순교자 베드로, 사도 안드레아가 서 있다. 맨 우측 인물의 경우 이탈리아 역사가 리치는 수학자 루카 피치올리로 추정하였는데, 피치올리는 산세폴크로 출신으로 본 작품을 그린 피에로 델라 프란체스카와 동향 사람이다. 세례자 요한이 있었던 이유는 페데리코의 아내의 수호성인이었고, 히에로니무스는 인본주의자들의 수호성인이어서 등장시켰다고 설명할 수 있다. 마지막으로 프란치스코는 훗날 페데리코의 유해가 묻히게 되는 프란치스코회 소속의 산 도나토 델리 오세르반티 교회에 내걸릴 것을 염두하고 그려졌기 때문에 선택되었다.
후대의 복원작업 (세척)으로 작품 속 인물들의 의상, 천사들이 지닌 보석, 페데리코의 빛나는 갑옷, 성모 마리아의 발 아래에 있는 동양 카펫 등 여러 세부묘사가 드러났으며, 이는 초기 네덜란드 회화의 영향을 받았음을 보여주고 있다.
뒷바탕은 조개 모양의 세미돔이 맨 뒤에 배치되어 있으며, 거기에 타조알이 매달려 있다. 성모 마리아의 머리와 수직선상에 배치된 조개껍질은 새로운 비너스로서 영원한 아름다움을 상징하고 있다. 일설에 따르면 알은 진주를 뜻하고 조개는 처녀 잉태의 기적을 뜻하는데 이는 조개가 씨를 뿌리지 않고도 진주를 만들어낸다는 이유에서다. 알은 보통 창조의 상징으로 여겨지며, 이 그림에서는 구이도발도의 탄생을 상징한다. 타조 역시 몬테펠트로 가문의 문장 상징 중 하나였다.
이탈리아 미술사학자 카를로 루도비코 라기안티 (Carlo Ludovico Ragghianti)는 이 작품의 양측이 잘려나갔다는 사실을 밝혀냈으며, 상단 모서리에 희미하게 보이는 엔타블러처가 그 증거라고 제시하였다.

## 같이 보기
- 이탈리아 르네상스 회화

## 참고문헌
1. ↑  Marilyn Aronberg Lavin, 2002. Piero della Francesca, p. 266. [{{{설명}}}]
2. ↑  Lavin, Marilyn (December 1969). “Piero della Francesca's Montefeltro Altarpiece: A Pledge of Fidelity”. 《The Art Bulletin》 51 (4): 367–371. doi:10.1080/00043079.1969.10790303.
3. ↑  E.g. by Lavin 2002:270f.
4. ↑  Noted, e.g. by Lavin 2002:271f.
5. ↑  Lavin 2002 suggests John the Evangelist.
6. ↑  Lavin 2002 reports the loss at the right side and loss of floor at the base.